# Sinódico
Sinódico (em grego: Συνοδικόν; romaniz.: Synodikón) é um termo utilizada para uma epístola sinodal endereçada para altas autoridades eclesiásticas que apresente as decisões importantes de um concílio. O mais famoso dentre os sinódicos conhecido é o chamado Sinódico da Ortodoxia. Seu redator é chamado sinodicário (em grego: συνοδικάριος; romaniz.: synodikários).
O termo refere-se particularmente às epístolas patriarcais enviadas para o papa de Roma. Ele também é por vezes usado para se referir a documentos litúrgicos contendo bênçãos de dogmas e dos heróis da Igreja bem como anátemas contra heresiarcas.